# 董厥
董厥（？—？），字龔襲，義陽人。三國時蜀漢末期重要官員。

## 生平
諸葛亮當丞相時先後當丞相府令史及主簿。諸葛亮死後遷任尚書僕射，代陳祗當尚書令，及後又遷任大將軍，平臺事。董厥後來任輔國大將軍，封南鄉侯，和諸葛瞻和樊建共同主持朝政。炎興元年（263年），鍾會領大軍攻打蜀漢，董厥等奉命率軍抵抗。蜀漢亡後第二年春天（264年），董厥和樊建等人都遷徙到洛陽，任相國參軍，秋天時又兼任散騎常侍，並派到蜀地慰勞軍民。

## 評價
- 諸葛亮：「董令史，良士也。吾每與之言，思慎宜適。」